# Wietrzenie ilaste
Wietrzenie ilaste (deflokulacja) – rodzaj wietrzenia fizycznego zachodzący na skutek nasiąkania (hydracji) i wysychania (dehydracji) skał ilastych. Pęcznieją one pod wpływem wody (zwiększają swoją objętość), a gdy woda wyparowuje, kurczą się i pękają tworząc poligony.
Wietrzenie ilaste to forma wietrzenia fizycznego. Pod jego wpływem powstają utwory złożone z krzemionki, wodorotlenków oraz tlenków żelaza i glinu, z bardzo złożoną strukturą krystalochemiczną, tzw. minerały ilaste. Najważniejszymi minerałami ilastymi są: illit, kaolinit i montmorillonit. Ich powstanie warunkuje nie tylko podłoże, ale i temperatura, wilgotność, i pH.